# Marie-Anne Walewská
Hraběnka Marie-Anne Walewská (18. července 1823 Florencie – 18. listopadu 1912 17. pařížský obvod) byla francouzská šlechtična, milenka císaře Napoleona III. a dvorní dáma jeho manželky Evženie de Montijo.

## Život
Jejími rodiči byli hrabě Zanobi di Ricci a Isabella Luci-Poniatowská. V červnu 1846 se provdala za ovdovělého hraběte Alexandra Colonna-Walewského (1810–1868), nemanželského syna Napoleona I. a jeho milenky Marie Walewské. V době svatby měl její manžel nemanželského syna Alexandra Antoina (1844–1898) ze vztahu s herečkou Rachel Félix.

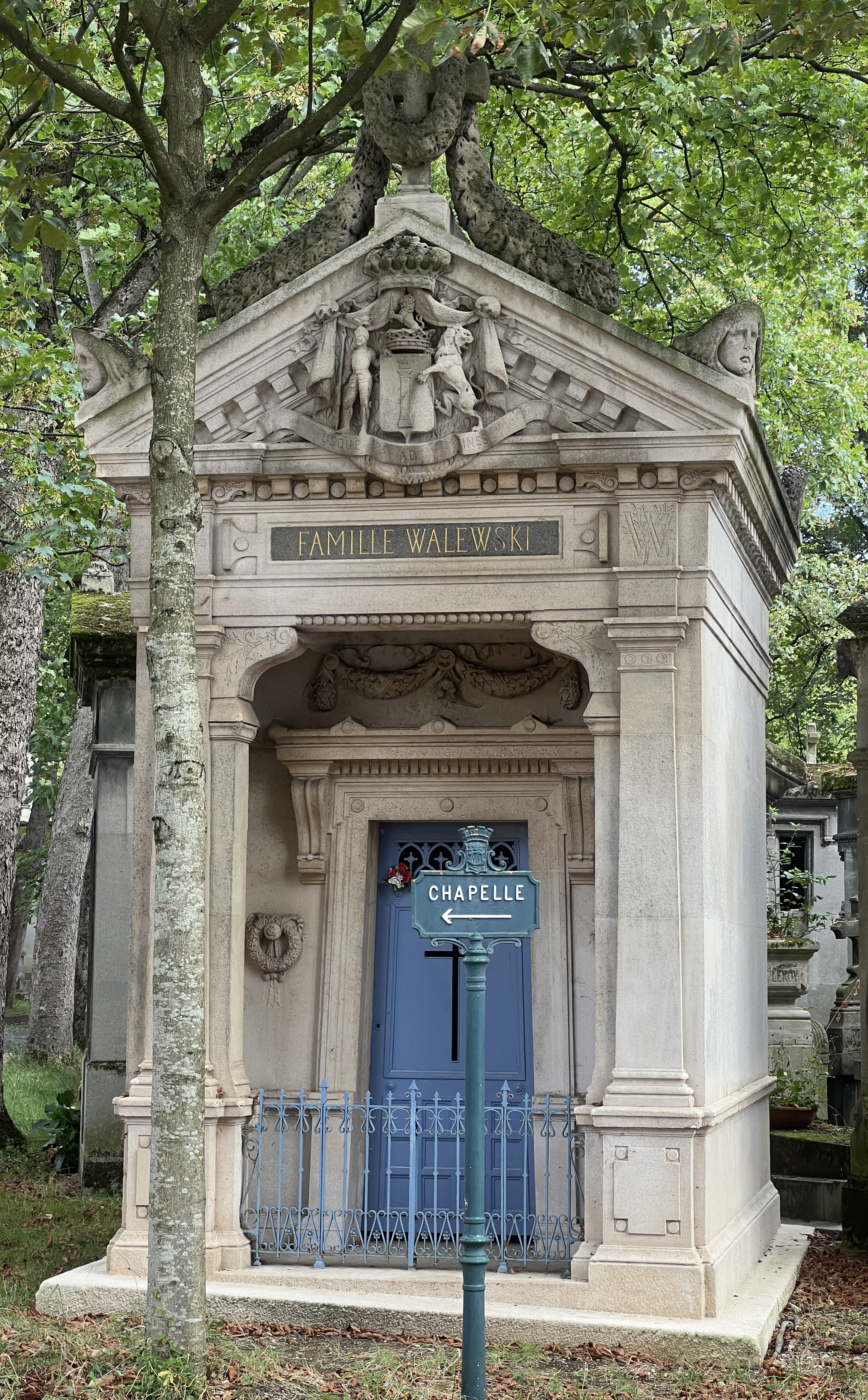
Hrobka Walewských na hřbitově Père-Lachaise

Z manželství vzešel syn a tři dcery:
- Isabella (12. května 1847 Buenos Aires – 2. července 1847 tamtéž)
- Charles Zanobi (4. června 1848 Florencie – 2. října 1916 Villers-Cotterêts)
  - ⚭ (11. června 1885 Orléans) Félicie Marie Elisa Douay (29. listopadu 1860 Paříž – 10. srpna 1952 Versailles)
- Élise (15. prosince 1849 Florencie – 14. března 1927 Paříž)
  - ⚭ (10. října 1871 Paříž) Félix de Bourqueney (25. dubna 1847 Konstantinopol – 17. června 1912 La Chartre-Sur-Le-Loir)
- Eugénie (30. března 1856 Paříž – 22. listopadu 1884 Arcachon)
  - ⚭ (15. července 1875 Paříž) Frédéric Mathéus (20. července 1846 Écouis – 25. února 1929 Paříž)

V červenci 1857 nahradila Virginii Oldoiniovou ve funkci hlavní milenky císaře Napoleona III. Jejich vztah trval až do roku 1861. Po smrti Pauliny de Bassano v roce 1867 získala post Première dame d’honneur císařovny Evženie de Montijo, které sloužila až do zániku císařství v roce 1870.
Zemřela v Paříži 18. listopadu 1912 ve věku devětaosmdesáti let. Je pohřbena po boku svého manžela na hřbitově Père-Lachaise.